# Elena Wolff

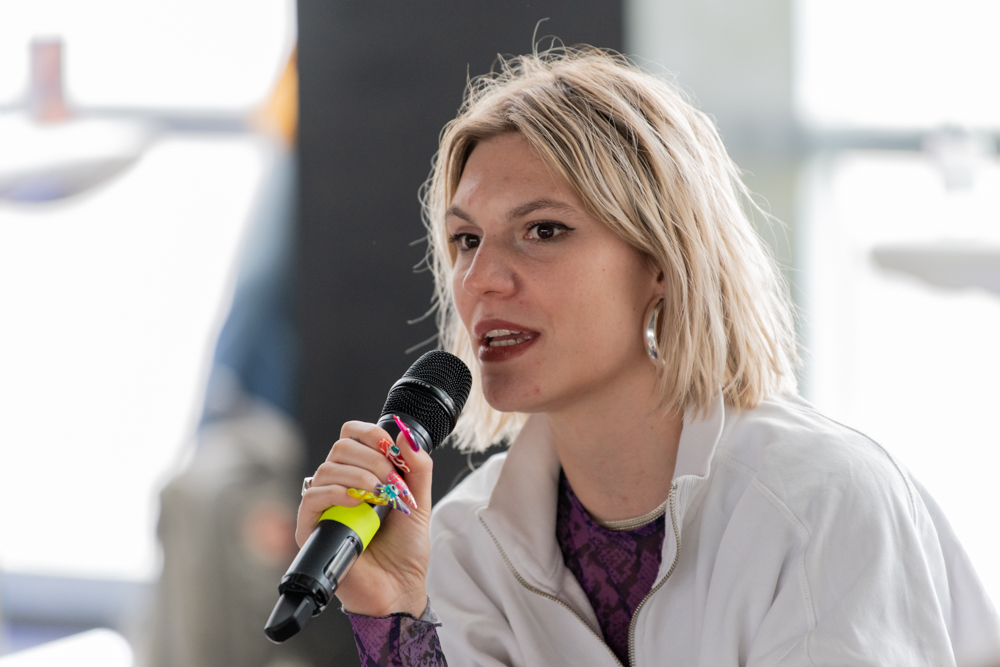
Elena Wolff im Jahr 2022

Elena Wolff (* 19. Juni 1993 in Berlin) ist eine österreichische Schauspielerin, Kabarettistin, Regisseurin und ehemalige Poetryslammerin.

## Leben
Elena Wolff wurde in Berlin-Kreuzberg geboren, wuchs dann zunächst in Kitzbühel auf und zog mit 14 Jahren nach Wien. Dort besuchte sie später die Modeschule Wien im Schloss Hetzendorf und studierte ab 2013 für ein paar Semester Romanistik an der Universität Wien. Ihre Schauspielausbildung durchlief sie von 2015 bis 2019 an der Anton-Bruckner-Universität in Linz und spielte während dieser Zeit am Landestheater Linz und am Landestheater Niederösterreich in St Pölten. Später hatte sie auch Auftritte am Kosmos Theater in Wien und den Münchner Kammerspielen.
Seit 2020 ist sie als freischaffende Kabarettistin, Schauspielerin und Filmemacherin tätig und trat im Fernsehen unter anderem in Pufpaffs Happy Hour und Die Tafelrunde auf. Im Jahr 2022 wurde ihr Spielfilmregiedebüt Para:dies auf dem Filmfestival Max Ophüls Preis uraufgeführt. Ein zweiter Spielfilm mit dem Titel Asche wurde 2024 zur Diagonale eingeladen. Ursprünglich war Asche ein Theaterstück, das Wolff mit 23 Jahren geschrieben hatte.
Seit 2021 tritt sie mit ihrem eigens entwickelten Kabarettprogramm Apokalypse Frau im Wiener Kabarett Niedermair auf, das auch für Sky Comedy sowie für die ORF III Sendung "Kabarett im Turm" aufgezeichnet wurde. In der Pandemiezeit begann sie ein zweites Studium der Regie an der Universität für Musik und darstellende Kunst Wien. An der Seite von Karl Markovics als Sigmund Freud und Christina Cervenka als dessen Patientin Margarethe „Gretl“ Csonka übernahm sie 2023 in der Universum-History-Folge Verbotenes Begehren – Meilensteine queerer Geschichte die Rolle der preußischen Gräfin Leonie von Puttkamer.
Elena Wolff war auch Poetryslammerin und wurde 2017 Vizemeisterin bei den österreichischen Poetry-Slam-Meisterschaften, woraufhin sie Österreich bei den Europäischen Meisterschaften in Brüssel vertrat.
Elena Wolff identifiziert sich als non-binär.

## Filmografie
- 2021: Sargnagel – Der Film
- 2022: Blind ermittelt – Tod im Prater
- 2022: Para:dies (auch Regie, Drehbuch)
- 2023: Tatort: Was ist das für eine Welt
- 2023: Universum History: Verbotenes Begehren – Meilensteine queerer Geschichte (Fernsehserie)
- 2024: 80 Plus (Alternativtitel Toni und Helene)
- 2024: Asche (auch Regie, Drehbuch)
- 2024: 80 Plus
- 2025: Toni und Helene

## Auszeichnungen
- 2024: Förderpreis des Carl-Mayer-Drehbuchpreises für Ilvie (renaissance)[15]